# Lothar Wenzel
Lothar Wenzel (* 30. Januar 1924 in Ohlau; † 22. Mai 1983) war ein deutscher Diplomat. Er war von 1972 bis 1975 erster Botschafter der DDR in Bangladesch.

## Leben
Der Verwaltungsangestellte Wenzel leistete Kriegsdienst. Wenzel, Mitglied der SED, absolvierte ein Studium, das er als Diplomwirtschaftler abschloss. Nach seinem Studium wurde er Mitarbeiter im DDR-Außenhandelsapparat und war unter anderem Leiter der Protokollabteilung im Ministerium für Außen- und Innerdeutschen Handel. Ab 1961 gehörte er dem diplomatischen Dienst der DDR an. Von 1962 bis 1963 war er Konsul sowie Leiter der Handelsvertretung auf Ceylon. Von 1964 bis 1966 war Wenzel als Mitarbeiter der DDR-Botschaft in Peking tätig und dann anschließend Sektorenleiter im Ministerium für Auswärtige Angelegenheiten der DDR. Von 1968 bis 1972 war er stellvertretender Leiter der DDR-Handelsvertretung bzw. Botschaftsrat in Indien. Vom 17. Februar 1972 bis 1975 war Wenzel schließlich erster Botschafter der DDR in Bangladesch. Während des Staatsbesuches von Erich Honecker in der Republik Philippinen im Dezember 1977 gehörte er als Sonderbotschafter der DDR in der Republik Philippinen zur Begleitung des Staatschefs der DDR.
Botschafter Wenzel verstarb plötzlich und unerwartet im Alter von 59 Jahren.

## Auszeichnungen
- Verdienstmedaille der DDR (1959)
- Vaterländischer Verdienstorden in Bronze (1974)
- Banner der Arbeit